# باب مورتون (بازیکن فوتبال، زاده ۱۹۲۷)
باب مورتون (انگلیسی: Bob Morton; ۲۵ سپتامبر ۱۹۲۷ – ۶ مهٔ ۲۰۰۲) بازیکن فوتبال اهل بریتانیا بود.
از باشگاه‌هایی که در آن بازی کرده‌است می‌توان به باشگاه فوتبال لوتون تاون اشاره کرد.